# Amurhecht
Der Amurhecht (Esox reichertii) ist ein Raubfisch und gehört zur Gattung der Hechte (Esox). Er lebt im Stromgebiet des Amur und auf Sachalin sowie im Onon und im Cherlen in der Mongolei.

## Merkmale
Wie alle Hechtarten hat auch der Amurhecht einen relativ langen Kopf mit entenschnabelähnlichem Maul. Seine Schwanzflosse ist gabelförmig gespalten, ausgewachsene Fische können bis zu 1,15 m lang werden.

## Lebensräume
Er bevorzugt Gewässer, die ihm gute Versteckmöglichkeiten bieten, zum Beispiel Gewässer, die reich an Wasserpflanzen sind. Von Herbst bis Winter ist der Armurhecht vor dem Fang geschützt.